# Aéroport de Kristiansund
L'aéroport de Kristiansund (NO: Kristiansund lufthavn, Kvernberget) (code IATA : KSU • code OACI : ENKB)  est un aéroport international qui est situé à 7 kilomètres de la ville de Kristiansund, dans l'ouest de la Norvège.
L'aéroport a été ouvert en 1970, et est aujourd'hui l'une des bases essentielles des vols d'hélicoptère à destination et en provenance des plates-formes pétrolières au large de la côte norvégienne.

## Situation

### Carte des aéroports en Norvège
Carte des principaux aéroports de Norvège (en 2019)
Le Svalbard n'est pas ici en coordonnées géographiques exactes.
| Oslo-Gardermoen Bergen Stavanger Trondheim Tromsø Bodø Sandefjord Moss Kristiansand Ålesund Haugesund Harstad/Narvik Molde Kristiansund Alta Kirkenes Bardufoss Florø Hammerfest Svalbard Plus de 10 millions Plus de 5 millions Plus de 1 million Plus de 0,4 million Moins de 0,4 million Fermé |

## Statistiques
Le graphique qui aurait dû être présenté ici ne peut pas être affiché car il utilise l'ancienne extension Graph, désactivée pour des questions de sécurité. Des indications pour créer un nouveau graphique avec la nouvelle extension Chart sont disponibles ici.

Voir la requête brute et les sources sur Wikidata.

## Compagnies aériennes et destinations
| Compagnies            | Destinations                      |
| --------------------- | --------------------------------- |
| Scandinavian Airlines | Oslo-Gardermoen                   |
| Widerøe               | Ålesund, Bergen, Molde, Trondheim |

Edité le 25/02/2023